# Taramundi
Taramundi is een gemeente in de Spaanse provincie Asturië in de regio Asturië met een oppervlakte van 82,16 km². Taramundi telt 670 inwoners (1 januari 2016).

## Demografische ontwikkeling
Bron: INE, 1857-2011: volkstellingen